# NGC 3078
NGC 3078 é uma galáxia elíptica (E3) localizada na direcção da constelação de Hydra. Possui uma declinação de -26° 55' 34" e uma ascensão recta de 9 horas, 58 minutos e 24,5 segundos.
A galáxia NGC 3078 foi descoberta em 9 de Dezembro de 1784 por William Herschel.